# Turbo cornutus
Turbo cornutus is een in zee levende slakkensoort die behoort tot de familie Turbinidae (tulbanden) en het geslacht Turbo. Deze soort lijkt erg veel op Turbo chinensis.

## Voorkomen en verspreiding
Turbo cornutus is een carnivoor die tot 105 mm lang kan worden en leeft in ondiep warm water op rotsbodem en koraalriffen (sublitoraal en circumlitoraal). Deze soort komt algemeen voor in de Chinese zee en rondom Japan (Japanse provincie).